# فولها زيوزكوفا
فولها زيوزكوفا مواليد 14 يونيو 1983 في روسيا البيضاء، هي لاعبة كرة سلة بيلاروسية. يبلغ طولها 5 قدم 7 بوصة (1.7 م). مثلت منتخب بلادها. شاركت في دورة الألعاب الأولمبية الصيفية سنة 2016.

## سجل المنافسة
شاركت في المنافسات التالية:
- الألعاب الأولمبية الصيفية 2016
- كأس العالم لكرة السلة للسيدات 2014

## روابط خارجية
- فولها زيوزكوفا على موقع الاتحاد الدولي لكرة السلة (الإنجليزية)
- فولها زيوزكوفا على موقع كرة السلة الأوروبية.كوم (الإنجليزية)
- فولها زيوزكوفا على موقع بروبوليرز (الإنجليزية)
- فولها زيوزكوفا على موقع سبورتس رفرنس (الإنجليزية)
- فولها زيوزكوفا على موقع أوليمبيديا (الإنجليزية)